# Крістофер Пайк
Крістофер Пайк (англ. Christopher Pike) — персонаж науково-фантастичного всесвіту «Зоряний шлях». Про біографію Пайка відомо небагато. З епізоду «Клітка» відомо, що він народився в місті Мохаве, на місці нинішньої однойменної пустелі (імовірно, у тій її частині, яка розташована на території штату Каліфорнія).
Крістофер Пайк був першим капітаном зорельоту «Ентерпрайз». У мультсеріалі «Зоряний шлях: Анімаційний серіал» показано, що його попередником на цій посаді був капітан Роберт Ейпріл. Пайк вперше з'являється в пілотному епізоді «Клітка» телесеріалу «Зоряний шлях». Його роль виконав Джефрі Гантер. Пізніше пілотну серію було перезнято, оскільки Гантер відмовився від подальших зйомок. Згодом Пайк з'явився в епізоді «Звіринець», де його роль виконав актор Шон Кенні.

## Про персонаж
Крістофер Пайк — один з головних персонажів фільму «Зоряний шлях» (2009), його зіграв актор Брюс Грінвуд. У фільмі «Стартрек: Відплата» Грінвуд повторно зіграв Пайка.
У 2 сезоні серіалу «Зоряний шлях: Дискавері» та в серіалі Зоряний шлях: Дивні нові світи" його роль виконує Енсон Маунт.
На початку «Клітки», дія якої відбувається в 2254 році, Пайк і його команда відновлюються після місії на Рігель-VII, під час якої кілька членів експедиційного загону були вбиті місцевими жителями. Інцидент наповнив Пайка таким почуттям провини, що він розглядає можливість піти у відставку. «Ентерпрайз» прямує до колонії Вега, щоб висадити поранених членів екіпажу, коли отримує сигнал лиха від судна «SS Columbia», загиблого 18 років тому. Пайк спочатку відмовляється проводити розслідування. Однак, коли отримано скорочене наступне повідомлення, він наказує перенаправити корабель на Талос-IV, щоб врятувати тих, хто вижив. Пайк дізнається, що всі врятовані, крім одного, є ілюзіями, створеними талосіанцями, щоб заманити екіпаж «Ентерпрайза» на Талос-IV. Талосіанці докладають зусиль, щоб створити фантазії, які, як вони сподіваються, сподобаються Пайку, використовуючи Віну, єдину справжню вцілілу, як об'єкт бажання. Після того, як Пайк втікає зі своєї тюремної камери за допомогою першого офіцера, Номер один, і Йомен Дж. М. Кольт, талосіанці відкривають Пайку справжню зовнішність Віни — як спотвореної літньої жінки. Талосіанці врятували їй життя після аварії «Колумбії», але у них не було знань, як відновити людське тіло. Пайк просить талосійців відновити її ілюзію краси, і «Ентерпрайз» залишає Талос-IV.
У якийсь момент перед двосерійним епізодом «Звіринець», дія якого відбувається у 2267 році, Пайка підвищують до капітана флоту. Він зазнав важких поранень, коли рятував кількох курсантів від розриву відбійної пластини на борту навчального судна класу «J». Випромінювання дельта-променів залишило його паралізованим, нездатним говорити, із сильними шрамами. Він використовував інвалідний візок, що керується мозковими хвилями для пересування. Його єдиний спосіб спілкування — світло на стільці: один спалах означає «так», а два — «ні».
У «Звіринці» «Ентерпрайз», тепер під командуванням капітана Джеймса Т. Кірка, подорожує на Зоряну базу-11. Спок, який служив із Пайком «11 років, 4 місяці та 5 днів», укладає таємні домовленості, щоб повернутися до Талоса-IV. Незважаючи на те, що подорож до Талосу-IV є єдиним кримінальним злочином, який карається смертю у Зоряному Флоті. Спок постає перед військовим судом, а його докази, надані під час судового процесу — це кадри з «Клітки». Наприкінці епізоду з двох частин з'ясовується, що вся процедура була створеною талосіанською ілюзією, щоби гарантувати, що «Ентерпрайз» досяг Талосу. Талосіанці запрошують капітана Пайка провести решту свого життя серед них, «не обмеженого своїм природним тілом», що й було основною метою дій Спока. Пайк приймає пропозицію, і Спок, з якого знято всі звинувачення, проводжає його. Тоді талосіанці показують капітану Кірку зображення Пайка в ідеальному стані та возз'єднаного з Віною (ще одна сцена з «Клітки»).
До появи в серіалі «Зоряний шлях: Дискавері» як головного героя Пайк згадується двічі в першому сезоні. У епізоді «Вибери свій біль» Пайк занесений до бази даних Зоряного флоту як один із найбільш нагороджених капітанів станом на 2256 рік. Фінал сезону «Чи візьмеш ти мене за руку?» показує «Ентерпрайз» на екрані, а Пайк надсилає сигнал лиха на «Дискавері». 9 квітня 2018 року було оголошено про призначення Енсона Маунта на роль капітана Пайка для другого сезону.
Капітан Крістофер Пайк представлений у серіалі «Зоряний шлях: Дискавері» у прем'єрі другого сезону «Брат». Дія розгортається у 2257—2258 роках, сюжетна арка сезону включає Пайка як тимчасового командувача «USS Discovery» після полишення «Ентерпрайза». Планета Талос-IV знову з'являється в епізоді «Якщо працює пам'ять», де Пайк і Віна встановлюють ментальний контакт. В епізоді «Через долину тіней» Пайк отримує передчуття власного майбутнього, включаючи його поранення та спотворення. Пайк залишає серіал у фіналі сезону «Така солодка печаль-2», де показано, що він знову починає командувати «Ентерпрайзом».
Енсон Маунт повторив роль Пайка в перших трьох епізодах другого сезону антологічного серіалу «Зоряний шлях: Короткі шляхи».
Після того, як Енсон Маунт покинув «Discovery» у фіналі другого сезону, шанувальники серіалу почали закликати його повторити роль Крістофера Пайка у спін-оффі «USS Enterprise», разом із Ребеккою Ромейн у ролі Номер один та Ітаном Пеком у ролі Спока. Алекс Курцман підтвердив, що розробка такого серіалу почалася в січні 2020 року. Виробництво почалося в лютому 2021 року, а прем'єра серіалу відбулася в травні 2022-го.
Капітан Пайк з'являється в перезапуску фільму «Зоряний шлях» 2009 року, цього разу його роль виконує Брюс Грінвуд. У фільмі Пайк заохочує юного, невтаємниченого Джеймса Т. Кірка (Кріс Пайн) піти стопами свого батька-героя та вступити до Зоряного флоту. Пайк є першим капітаном корабля «USS Enterprise», на борту якого як безбілетний пасажир перебуває курсант Кірк. У кульмінації битви на Вулкані Пайк виконує ультиматум Нерона (Ерік Бана) про те, щоб сісти на борт ворожого корабля. Пайк залишає Спока командувати «Ентерпрайзом», кажучи: «А я не капітан. Ти керуєш». Згодом Кірк бере на себе роль Спока — виконуючого обов'язки капітана. Пайка катують, щоб отримати інформацію про захист Землі, але пізніше його рятує Кірк, якого Крістоферу також вдається врятувати від нападу, незважаючи на його поранення. Наприкінці фільму Пайк отримує звання адмірала і пересувається на інвалідному візку. Проте, на відміну від свого аналога у «Звіринці», Пайк все ще зберігає здатність говорити та використовувати верхню частину тіла. Він з гордістю передає командування «Ентерпрайзом» Кірку, поки той одужує від поранень, заявляючи, що батько Джеймса пишатиметься його діями.
Грінвуд повторив роль Пайка в наступному фільмі — «Стартрек: Відплата». У фільмі Пайк частково оговтався від травми, завданої Неро, використовуючи тростину, а не інвалідний візок. Після того, як Кірк порушує Веоховну директиву — щодо порятунку Спока (Закарі Квінто), Пайк ненадовго повертає командування «Ентерпрайзом». Іі попереджає Кірка, що Адміралтейство погрожує повернути його в академію. Пайк стикається з Кірком щодо безрозсудної поведінки та того, як його власні дії можуть призвести до вбивства найближчих до нього людей. Однак, незважаючи на свій гнів щодо Кірка, Пайк залишив його своїм першим офіцером, позбавивши від необхідності повертатися до академії. Пізніше він пояснює Кірку — все ще вірить у нього і також бачить велич за його безрозсудністю. Під час зустрічі з командувачами Зоряного флоту, включаючи ветерана адмірала Маркуса та капітана Кірка, Пайк гине під час терористичної атаки Джона Гаррісона на Зоряний флот. Смерть Пайка викликає у Кірка бажання помститися, який прагне полювати на Гаррісона, ледь не втягнувши Федерацію у повномасштабну війну з клінгонами. Наприкінці фільму проводиться панахида за Пайком та всіма іншими людьми, які загинули внаслідок дій адмірала Маркуса та Гаррісона.
Пайк згадується в епізоді «Дзеркало, дзеркало». Повідомляється, що версія капітана Кірка з альтернативного всесвіту вбила Пайка, щоб стати капітаном МКС «Ентерпрайз» (версія Дзеркального всесвіту «USS Enterprise»).
В епізоді «Зоряний шлях: Наступне покоління» «The Most Toys» ім'я Пайка можна побачити на боці шаттла, який пілотував лейтенант Дейта на початку епізоду.
Цитата, названа на честь Пайка, розкривається в дев'ятому епізоді «Сльози пророків» «Зоряний шлях: Глибокий космос 9». Капітан Бенджамін Сіско отримує «Медаль за доблесть Крістофера Пайка» за свої дії під час Війни домініона. Капітан Сіско та його суперник — вулканець, капітан Солок, вітають один одного з отриманням «медалі Крістофера Пайка» в дев'ятому епізоді на Deep Space Nine «Відведи мене до Гололюксу» .
Пайк з'являється в романах «Pocket Books Enterprise: The First Adventure» (Вонда Мак-Інтайр, 1986), «Final Frontier» (Діана Кері, 1988), «Vulcan's Glory» (Дороті Фонтана, 1989), «The Rift» (Пітер Девід, 1991), «Burning Dreams» (Маргарет Вандер Бонанно, 2006) і «Дитина двох світів» (Грег Кокс, 2015).
Він також з'являється в романі «Темна перемога» (Вільям Шетнер, 1999) і оповіданні «Велике благо» (Маргарет Вандер Бонанно) у антології «Зоряний шлях: дзеркальний всесвіт: осколки та тіні» (2009).
Дія оригінального циклу романів Дейва Стерна «Діти королів» 2010 року відбувалася на борту «Ентерпрайза Пайка».
Капітан Пайк має власний роман із серії «Капітанський стіл» «Де море зустрічається з небом», написаний Джеррі Олтіоном і опублікований у жовтні 1998 року. Крістофер Пайк і «Ентерпрайз» з'являються в першому романі «Зоряний шлях: Дискавері» «Відчайдушні години» (Девід Алан Мак, 2017) і займають важливе місце в п'ятому романі «Війна підприємства» (Джон Джексон Міллер, 2019), який розповідає про діяльність «Ентерпрайза» одночасно з першим сезоном цього серіалу. У серії коміксів «Зоряний шлях» за ліцензією «Paramount», опублікованій «Marvel Comics», «Зоряний шлях: Ранні подорожі» розповідає про пригоди «Ентерпрайза» під командуванням Пайка. Найперші випуски ведуть до подій у «Клітці», яка була переказана з точки зору Йомен Кольт. Він з'являється у «Star Trek Annual #2 — „The Final Voyage“» (комікси DC, 1986). У цьому випуску «Ентерпрайз» намагається повернутися додому на Землю, щоб опинитися біля Талоса-IV. Вони виявляють, що клінгони вирушили на планету, міркуючи — все, що налякало Федерацію настільки, щоб зберегти смертну кару, може бути використано як зброя. Перебуваючи на поверхні, вони також виявляють двох клінгонів, які мучать Пайка, котрий повернувся у крісло капітана через те, що клінгони частково оволоділи розумовими здібностями талосіянина. Потім один із клінгонів катує екіпаж «Ентерпрайза» — змушуючи їх жити у своїх найгірших страхах. Кірк, змушений знову пережити смерть Едіт Кілер, шаленіє від люті та руйнує ілюзію. Потім Кірк б'є клінгона, мучачюи їх до смерті голими руками. Екіпаж швидко звільняє талосійців, які подумки ув'язнюють клінгонів в ілюзії мирного, спокійного середовища, очищаючи їхні спогади про Талос-IV. Екіпаж повертається додому, а Пайк залишається на Талосі-IV, щоб продовжити своє видумане життя.
«Зоряний шлях: журнал капітана Пайка» (IDW Publishing, 2010) детально розповідає про події, які призвели до того, що Пайк втратив працездатність через розрив відбійної пластини на борту «USS Exeter» (NCC-1788) під наглядом капітана Кольт, колишнього йомена Пайка на «USS Ентерпрайз (NCC-1701)». Історія також розкриває нерозділене кохання Кольт до її колишнього капітана.
В епізоді серії неканонічних фан-фільмів «Зоряний шлях: нові подорожі» Кірк і Спок, які подорожують у часі, намагаються попередити Пайка, щоб той не намагався врятувати захоплених курсантів. Пайк намагається це зробити, незважаючи на те, що кажуть майбутній Кірк і майбутній Спок, в результаті чого він отримує травму від дельта-променів і згодом переходить до життя в інвалідному візку та із світловим комунікаційним пристроєм.
У 2012 році «IGN» поставив персонажа Крістофера Пайка, зображеного в оригінальному серіалі та фільмі 2009 року «Зоряний шлях», 23-м найкращим персонажем всесвіту «Зоряного шляху».
2017 року «Вашингтон пост» поставила Пайка на 6 місце серед найкращих капітанів «Зоряного шляху», включно з образами персонажа у фільмах про Келвіна (Брюс Грінвуд), пілотному та оригінальному серіалі «Зоряний шлях» (Джеффрі Хантер і Шон Кенні).
У 2019 році «TV Guide» назвав капітана Пайка (Енсон Маунт), представленого у фільмі «Зоряний шлях: Відкриття», «улюбленцем шанувальників», а також відзначив Номер Один Ребекка Ромейн.
2019 року, завдяки його включенню у другий сезон «Star Trek: Discovery», «Screen Rant» назвав Пайка Енсона Маунта другим найкращим капітаном у «Star Trek»: «Цей хлопець бачив своє майбутнє — спотвореним шматком м'яса на інвалідному візку, але все одно продовжував. Ось що ми називаємо хоробрістю».